# Мінерва – Установка підготовки Мінерва/Афіна
Мінерва – Установка підготовки Мінерва/Афіна – газопровід на південному сході Австралії, споруджений в межах розробки  офшорних родовищ басейну Отвей. 
В 2005 році почалась розробка газового родовища Мінерва, на якому в районі з глибиною моря 60 метрів облаштували підводний виробничий комплекс. Від нього до берегової установки підготовки Мінерва проклали трубопровід діаметром 250 мм, що має три ділянки – офшорну довжиною 10 кілометрів, виконаний методом спрямованого горизонтального буріння перехід через прибережну скельну зону та наземну завдовжки 5 кілометрів.  
Спорудження офшорної ділянки газопроводу виконало у 2005-му трубоукладальне судно «Semac 1».
З 2021-го до колишнього газопроводу від родовища Мінерва (яке через виснаження вивели з експлуатації у 2019-му) під’єднали перемичку від трубопроводу Казіно – Айона, що дозволило подавати на підготовку продукцію інших офшорних родовищ басейну.